# Carsten Fiebeler
Carsten Fiebeler (ur. 18 czerwca 1965 w Zwickau) – niemiecki reżyser filmowy i scenarzysta.

## Filmografia

### Reżyser
- 1998 – Straßensperre
- 2006 – Enerdowski punk
- 2010 – Błękitny ognik
- 2013 – Die goldene Gans
- 2014 – Piękna i Książę

### Scenarzysta
- 1998 – Straßensperre
- 2006 – Enerdowski punk
- 2012 – Sushi in Suhl